# ريتشارد غريني
ريتشارد غريني (بالإنجليزية: Richard Greene)‏ هو ممثل بريطاني (وحمل سابقاً جنسية المملكة المتحدة لبريطانيا العظمى وأيرلندا)، ولد في 25 أغسطس 1918 في المملكة المتحدة، وتوفي بنفس المكان في 1 يونيو 1985 بسبب نوبة قلبية.

## أعمال

### أفلام
- (1938) كنتاكي
- (1939) كلب آل باسكرفيل

## وصلات خارجية
- ريتشارد غريني على موقع IMDb (الإنجليزية)
- ريتشارد غريني على موقع ألو سيني (الفرنسية)
- ريتشارد غريني على موقع تيرنر كلاسيك موفيز (الإنجليزية)
- ريتشارد غريني على موقع أول موفي (الإنجليزية)
- ريتشارد غريني على موقع قاعدة بيانات الأفلام السويدية (السويدية)
- ريتشارد غريني على موقع إن إن دي بي (الإنجليزية)
- ريتشارد غريني على موقع قاعدة بيانات الفيلم (الإنجليزية)
- ريتشارد غريني على موقع كينوبويسك (الروسية)